# Ralf Ludwig (Physikochemiker)
Ralf Ludwig (* 16. Januar 1961 in Gladbeck) ist ein deutscher Physikochemiker. Er ist Professor für Physikalische und Theoretische Chemie an der Universität Rostock. Von 1991 bis 1993 war er Juso-Bundesvorsitzender.

## Leben

### Werdegang
Ralf Ludwig besuchte das Heisenberg-Gymnasium in Gladbeck und studierte im Anschluss an den Zivildienst an der RWTH Aachen Physik. 1991 wurde er im Fach Physikalische Chemie als Schüler von Manfred Zeidler mit einer Arbeit zu NMR-Untersuchungen der molekularen Bewegungen und Wasserstoffbrücken in Methanol und Methanolgemischen zum Dr. rer. nat. promoviert. 1993 ging Ludwig als Stipendiat der Heinrich-Hertz-Stiftung in die USA an die University of Wisconsin in Madison und arbeitete dort mit dem Physikochemiker Thomas C. Farrar und dem Theoretischen Chemiker Frank Weinhold an der experimentellen Untersuchung und theoretischen Beschreibung wasserstoffbrückengebundener Systeme. 1995 kehrte er nach Deutschland zurück und schloss sich der Arbeitsgruppe von Alfons Geiger an der TU Dortmund an. Im Jahr 1999 erfolgte dort die Habilitation an der Fakultät für Chemie (aktuell Fakultät für Chemie und Chemische Biologie). Im Jahr 2004 folgte er einem Ruf an die Universität Rostock
als Professor für Physikalische und Theoretische Chemie. In diesem Jahr nahm er ebenfalls eine Gastprofessur an der Université Louis Pasteur in Straßburg (Frankreich) wahr.
Nach Ablehnung eines Rufs auf eine W3-Professur mit Leitungsfunktion an die Universität Freiburg ist er seit 2012 in Rostock ebenfalls Lehrstuhlinhaber. Zudem ist Ludwig seit 2008 Bereichsleiter am benachbarten Leibniz-Institut für Katalyse (LIKAT) in Rostock. Von 2007 bis 2008 war er außerdem Prodekan der Mathematisch-Naturwissenschaftlichen Fakultät und ist seit 2022 Geschäftsführender Direktor des Instituts für Chemie an der Universität Rostock. Er engagiert sich ferner im Vorstand des Department „Life, Light and Matter“ der Interdisziplinären Fakultät. Von 2016 bis 2020 war Ludwig Mitglied des Fachkollegiums „Physikalische Chemie“ der Deutschen Forschungsgemeinschaft (DFG).
Seit 2018 ist er Mitglied der Expertenkommission Nationale Forschungsdateninfrastruktur (NFDI). Im Jahr 2020 wurde Ludwig in den Senat der Deutschen Forschungsgemeinschaft gewählt.
Ludwig ist erster Vorsitzender der Deutschen Bunsen-Gesellschaft für Physikalische Chemie (DBG) und Mitherausgeber der Zeitschrift für Physikalische Chemie. Seit 2019 ist er als Chairman der European Molecular Liquids Group tätig.

### Forschungsthemen
Aktuelle Forschungsschwerpunkte seiner Arbeitsgruppe an der Universität Rostock und dem angegliederten Leibniz-Institut für Katalyse sind:
- Eigenschaften von Ionischen Flüssigkeiten und deren Mischungen
- Schwingungsspektroskopie in der Katalyse und Photokatalyse
- NMR Relaxation mittels Fast Field-Cycling Relaxometrie
- Struktur und Dynamik von Wasser und wässrigen Lösungen: Hydratation von Ionen, organischen und biologischen Molekülen und hydrophobe Effekte
- Einfluss von Temperatur, Druck und Additiven auf das Aggregationsverhalten organischer Moleküle und auf die Struktur von Biomolekülen und Wasserstoffbrückennetzwerken
- Vorhersage makroskopischer Eigenschaften von Stoffen auf Grundlage ihrer molekularer Wechselwirkungen

In folgenden von der Deutschen Forschungsgemeinschaft geförderten Forschungsprogrammen war oder ist Ralf Ludwig aktiv:
- GRK 298 Struktur-Dynamik-Beziehungen in mikrostrukturierten Systemen (bis 2006)[10]
- FOR 436 Polymorphismus, Dynamik und Funktion von Wasser an molekularen Grenzflächen (bis 2007)[11]
- SPP 1191 Ionische Flüssigkeiten (bis 2013)[12]
- SFB 562 Starke Korrelationen und kollektive Phänomene im Strahlungsfeld: Coulombsysteme, Cluster und Partikel (bis 2017)[13]
- SPP 1807 Control of London Dispersion Interactions in Molecular Chemistry (bis 2018)[14]
- GRK 2943 Spektroskopische Methoden für herausfordernde Reduktionsreaktionen – Katalytische Kupplung von CO2 (seit 2024, als Sprecher)[15]

Weitere Forschungsprojekte, an denen er beteiligt war, sind das vom Bundesministerium für Bildung und Forschung (BMBF) geförderte Light2Hydrogen-Projekt zur Untersuchung der photokatalytischen Wasserspaltung, welches am Leibniz-Institut für Katalyse angesiedelt war, sowie das vom Land Mecklenburg-Vorpommern geförderte Projekt Nano4Hydrogen,
welches Ludwig als Projektkoordinator betreute. Seit 2023 ist er Mitglied im von der Europäischen Union mit 2,6 Mio. Euro geförderten HORIZON Programm FC-Relax.

### Politik
Erste politische Erfahrungen sammelte Ralf Ludwig bei den Jusos im westfälischen Gladbeck. Als Vertreter der Juso-Hochschulgruppe Aachen gehörte Ralf Ludwig 1987/88 dem seinerzeit als „Arbeitskreis Hochschule“ bezeichneten Bundesvorstand der Juso-Hochschulgruppen an. Gleichzeitig war er Sprecher der nordrhein-westfälischen Juso-Hochschulgruppen. 1988 wurde er auf dem Karlsruher Juso-Bundeskongress zum stellvertretenden Juso-Bundesvorsitzenden gewählt. Zusammen mit Doris Ahnen galt er als führender Kopf der undogmatisch-reformsozialistischen Strömung der Jusos. 1990 unterlag er in München bei der Wahl zum Bundesvorsitzenden gegen die Amtsinhaberin Susi Möbbeck, einem SHB-Mitglied, das der aus den „Stamokaps“ hervorgegangenen „Juso-Linken“ angehörte.
Auf dem Vereinigungskongress der Jusos im Frühjahr 1991 in Potsdam wurde Ralf Ludwig für zwei Jahre zum Juso-Bundesvorsitzenden gewählt. Mit Unterstützung der Mehrheit der Ost-Jusos setzte er sich mit 182 gegen 161 Stimmen gegen Claudia Walther durch. Im Fokus seiner politischen Aktivität standen der „Ökologische Umbau der Industriegesellschaft“, „Neue Wege in der Drogenpolitik“ und der Einsatz für „das Recht auf politisches Asyl“.

## Belege
1. ↑  Dissertation von Ralf Ludwig im Katalog der deutschen Nationalbibliothek
2. ↑  Heinrich-Hertz-Stiftung
3. ↑  LIKAT: Schwingungsspektroskopie in der Katalyse
4. ↑  Leitung des Instituts für Chemie an der Universität Rostock
5. ↑  Expertengremium Nationale Forschungsdateninfrastruktur (NFDI)
6. ↑  Mitglieder des DFG-Senats
7. ↑  Vorstand und weitere Organe der Deutschen Bunsen-Gesellschaft
8. ↑  European Molecular Liquids Group
9. ↑  Universität Rostock: Physikalische und Theoretische Chemie
10. ↑  DFG-Graduiertenkolleg 298: Struktur-Dynamik-Beziehungen in mikrostrukturierten Systemen
11. ↑  DFG-Forschergruppe 436: Polymorphismus, Dynamik und Funktion von Wasser an molekularen Grenzflächen
12. ↑  DFG-Schwerpunktprogramm 1191: Ionische Flüssigkeiten
13. ↑  DFG Sonderforschungsbereich 652: Starke Korrelationen und kollektive Phänomene im Strahlungsfeld: Coulombsysteme, Cluster und Partikel
14. ↑  DFG-Schwerpunktprogramm 1807: Control of London Dispersion Interactions in Molecular Chemistry
15. ↑  DFG-Graduiertenkolleg 2943: Spektroskopische Methoden für herausfordernde Reduktionsreaktionen – Katalytische Kupplung von CO2
16. ↑  Light2Hydrogen
17. ↑  Nano4Hydrogen (Memento vom 2. April 2015 im Internet Archive)
18. ↑  HORIZON-MSCA-DN-2021: NMR relaxometry for biomedicine and advanced materials
19. ↑  Sozialistisches Forum Rheinland: Modernisierung und Krise – Der Weg der Jusos in den Jahren 1983 bis 1996
20. ↑  Ralf Ludwig Internationales Biographisches Archiv 47/1991 vom 11. November 1991, im Munzinger-Archiv (Artikelanfang frei abrufbar)
21. ↑  Martin Gorholt, Ralf Ludwig: Rettungsversuche: der ökologische Umbau der Industriegesellschaft. ISBN 3-924800-24-3.
22. ↑  Ralf Ludwig, Jürgen Neumeyer: Die narkotisierte Gesellschaft. Neue Wege in der Drogenpolitik und akzeptierende Drogenarbeit. ISBN 3-924800-44-8.
23. ↑  Ralf Ludwig: Fluchtpunkt Deutschland. ISBN 3-89472-248-7.

| Personendaten    | Personendaten                                   |
| ---------------- | ----------------------------------------------- |
| NAME             | Ludwig, Ralf                                    |
| KURZBESCHREIBUNG | deutscher Physikochemiker und Politiker (Jusos) |
| GEBURTSDATUM     | 16. Januar 1961                                 |
| GEBURTSORT       | Gladbeck                                        |